# 鹿児島県道277号吹上浜公園線
鹿児島県道277号吹上浜公園線（かごしまけんどう277ごう ふきあげはまこうえんせん）は、鹿児島県南さつま市を通る一般県道である。

## 概要
南さつま市街地と吹上浜海浜公園を結ぶアクセス道路として使用されている。

### 路線データ
- 起点：鹿児島県南さつま市加世田高橋（鹿児島県道20号鹿児島加世田線交点）
- 終点：鹿児島県南さつま市加世田高橋
- 陸上距離：0.5 km

## 歴史
- 1988年（昭和63年）9月2日 - 鹿児島県道277号吹上浜公園線として路線認定される[1]。

## 地理

### 通過する自治体
- 南さつま市

### 交差する道路
| 交差する道路                 | 交差する場所 | 交差する場所 |
| ---------------------------- | ------------ | ------------ |
| 鹿児島県道20号鹿児島加世田線 | 加世田高橋   | 起点         |

### 沿線
- 吹上浜海浜公園